# Virgile Rossel

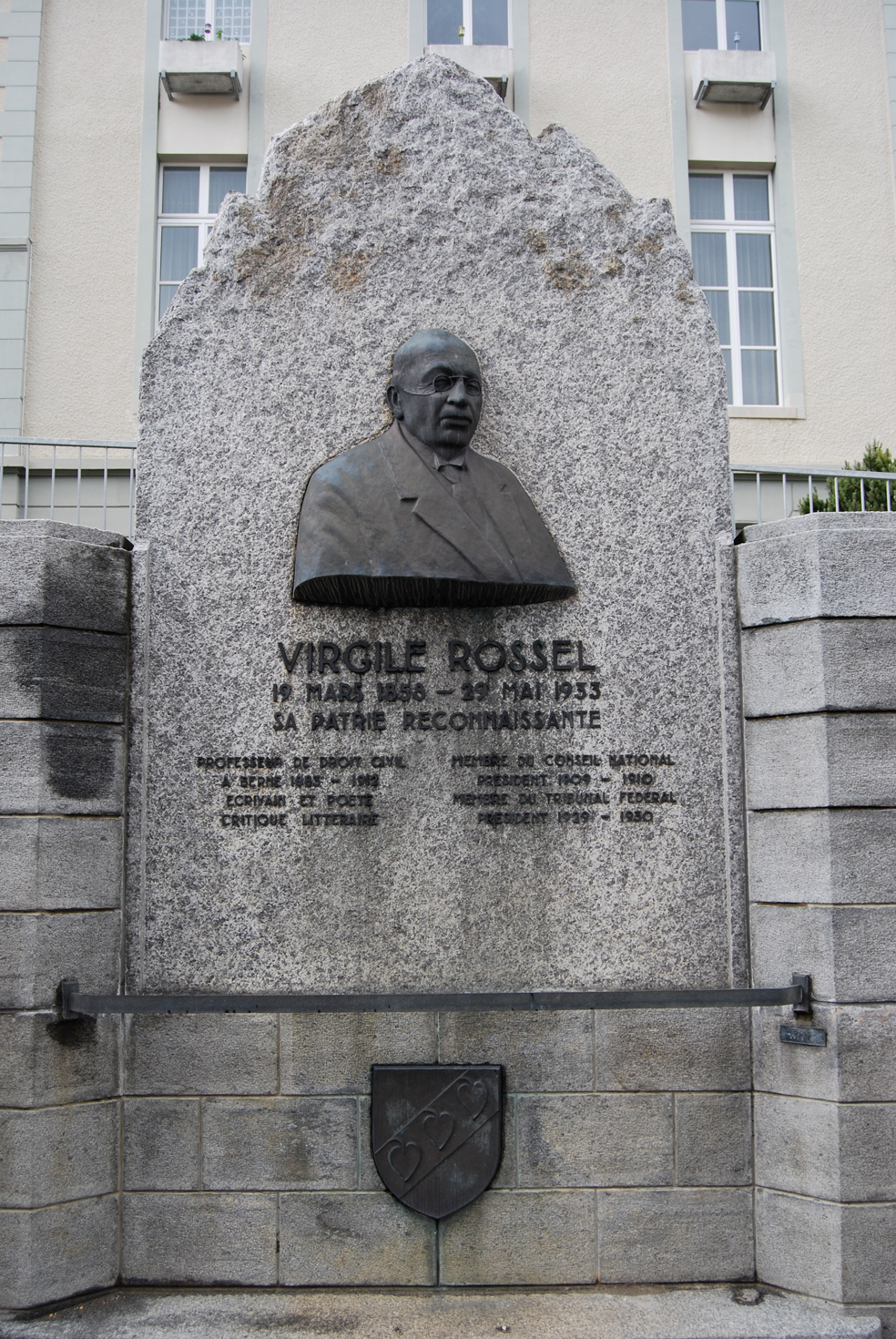
Denkmal für Virgile Rossel an der Hauptstrasse in Tramelan

Virgile Rossel (* 19. März 1858 in Tramelan, Kanton Bern; † 29. Mai 1933 in Lausanne; heimatberechtigt in Tramelan) war ein Schweizer Jurist, Politiker (FDP) und Autor.

## Biografie
Der Sohn des Landwirts und Gemeindepräsidenten Julien Rossel absolvierte die Matura am Literargymnasium in Porrentruy und studierte Jurisprudenz und Literatur an den Universitäten Leipzig, Strassburg, Bern, wo er 1879 auch promovierte, und Paris. Er erlangte das Anwaltspatent und eröffnete 1881 in Courtelary eine Kanzlei.
Von 1883 bis 1912 war er ausserordentlicher Professor für französisches Recht an der Universität Bern, die er 1894 und 1908 als Rektor leitete. Nach den Parlamentswahlen 1896 gehörte er bis 1912 dem Nationalrat an (1909/10 als Nationalratspräsident). In dieser Zeit wirkte er auch als Mitverfasser des Schweizerischen Zivilgesetzbuchs.
Ab 1912 war Rossel als Bundesrichter an der II. Zivilabteilung tätig, 1929/30 präsidierte er das Bundesgericht. 1932 trat er zurück und wurde durch seinen Sohn Jean Rossel ersetzt.
Rossel verfasste belletristische, literaturhistorische und historische Schriften, beispielsweise einen Überblick über das Werk von Eugène Rambert. 1909 erhielt er ein Ehrendoktorat der Geisteswissenschaftlichen Fakultät der Universität Genf.